# Pasir Putih (Nagawutung)
Pasir Putih is een bestuurslaag in het regentschap Lembata van de provincie Oost-Nusa Tenggara, Indonesië. Pasir Putih telt 1074 inwoners (volkstelling 2010).